# Kielich z Antiochii

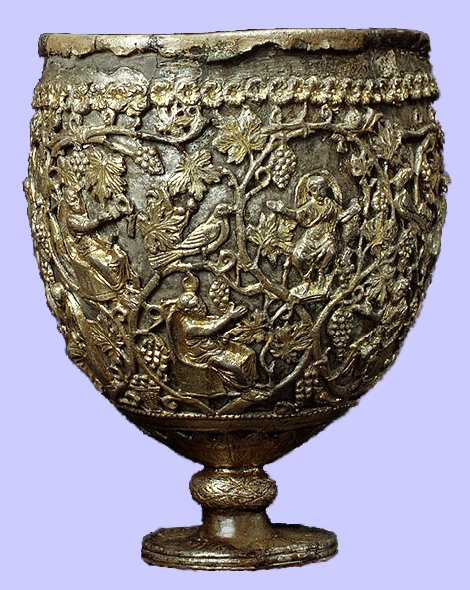
Kielich z Antiochii

Kielich z Antiochii – srebrne naczynie odnalezione w 1910 roku, mieszczące wewnątrz czarę, wykonaną z tego samego materiału, niekiedy utożsamianą z domniemanym kielichem, użytym w Wieczerniku przez Jezusa Chrystusa podczas Ostatniej Wieczerzy. Prezentowany obecnie w Metropolitan Museum of Art w Nowym Jorku kielich pochodzi z tzw. skarbu z Antiochii, obejmującego m.in. naczynia liturgiczne, krzyże i tabliczki. Sam kielich datowany jest na  V–VI wiek. Cenny przykład rzemiosła artystycznego w  sztuce wczesnobizantyjskiej. 

## Dzieje
Wraz z odkryciem kielicha pojawiły się przypuszczenia, iż dzieło to ma związek z Graalem – legendarnym kielichem, używanym przez Chrystusa podczas Ostatniej Wieczerzy. Graal miał przybyć do Antiochii wraz z Barnabą i Szawłem (Dz 11, 23–26), którzy jako apostołowie mieli powierzyć opiekę nad tą relikwią nawróconym obywatelom syryjskiej miejscowości. 
Naczynie to została odnalezione w 1910 roku podczas suszy w Syrii, w jednej z wyschniętych studni, przy czym nie zachowały się przesłanki pozwalające na dokładne określenie miejsca znalezienia. Naczynie pochodziło z tzw. skarbu z Antiochii, w którego skład wchodziły także: mniejszy kielich ozdobiony inskrypcją, krzyż procesyjny, trzy tabliczki i fragment czwartej, mniejszy krzyż, dwa fragmenty pokrycia krzyża, komplet ośmiu łyżeczek liturgicznych, małe lustro z uchwytem. Trzy lata później kielich został poddany konserwacji w Paryżu. W 1933 r. został zaprezentowany na Wystawie Światowej w Chicago. W 1950 roku naczynie zostało zakupione przez nowojorskie Metropolitan Museum of Art. Obecnie prezentowany jest w The Cloisters – dziale tejże instytucji poświęconym sztuce średniowiecznej.

## Opis i analiza
Mierzący 19 cm. wysokości i 15 cm średnicy czary kielich złożony jest z dwóch części: wewnętrznej czary wykonanej ze srebra o pojemności ok. 2,5 litra i "zewnętrznego" kielicha wykonanego z tego samego materiału. Kielich ten składa się z płaskiej stopy, niskiego trzonu z nodusem i masywnej mocno wybrzuszonej czary, która jest bogato zdobiona płaskorzeźbioną dekoracją, na którą składają się splecione gałęzie winnej latorośli z obfitymi liśćmi i owocami. Pojawiają się również motywy zoomorficzne, głównie ptaki siedzące na gałęziach (m.in. orły) oraz baranki i króliki. Pomiędzy wiciami ukazane zostało dwanaście postaci ubranych w tuniki, wykonujące różne czynności, m.in. modlących się i zbierających winorośl. Dekoracja czary wzbogacona jest też ornamentami roślinnymi – u nasady motywy liściaste, u góry ciąg drobnych, wielopłatkowych kwiatów. Ornamenty pojawiają się również na powierzchni nodusa, przy czym wykonane są techniką grawerunku.
Paradoksalnie, cieszący się sławą kielich antiochijski do dziś doczekał się jedynie dwóch opracowań w formie monografii: autorstwa Gustavusa A. Eisena oraz autorstwa Guillaume de Jerphaniona. Pierwszy z nich datował to dzieło na okres życia Chrystusa, na I w. n.e. Historycy sztuki dokonali rewizji tej daty; ze względu na styl i ikonografię dzieło jest do dziś datowane na około V–VI w. n.e. Również dyskusyjna jest kwestia funkcji naczynia, uważany jest jako naczynie eucharystyczne, ale również jako wisząca lub stojąca lampa pochodząca z VI w. n.e. Prawdopodobnym miejscem wykonania była Syria. O ile identyfikacja postaci siedzących na tronie jest jednoznaczna, pozostałej dziesiątce badacze przypisywali różnorodne tożsamości – starotestamentowych proroków, starożytnych filozofów, personifikacje Kościołów Wschodniego i Zachodniego, według innych dwóch kościołów chrześcijańskich w Jerozolimie i Antiochii.